# Louie and the Lovers
Louie and the Lovers waren eine US-amerikanische Rockband der frühen 1970er Jahre aus Salinas, Kalifornien. Die vier Musiker der Band – die Schulfreunde Louie Ortega (Gitarre, Gesang), Frank Parades (Gitarre), Steve Vargas (Bass) und Albert Parra (Schlagzeug) – waren mexikanischer Abstammung.
Louie and the Lovers verbanden in ihrer von Countrymusik, Beatles und Creedence Clearwater Revival beeinflussten Musik aktuelle Strömungen der Rockmusik mit ihrem mexikanischen kulturellen Hintergrund. Die Band, deren Repertoire aus Eigenkompositionen von Louie Ortega bestand, gilt als Vorläufer späterer Chicano-Rockbands wie Los Lobos.
1970 wurden Louie and the Lovers von Doug Sahm entdeckt, der ihnen einen Plattenvertrag bei Epic Records vermittelte und ihr einziges Album Rise produzierte. Greil Marcus vom Rolling Stone äußerte sich bereits von der Vorab-Single I Know You Know begeistert („the best new single I’ve heard“). Trotzdem bekam die Platte bei Erscheinen wenig Aufmerksamkeit und nur wenige Exemplare wurden verkauft. Bald verschwand sie wieder vom Markt, wurde aber im Laufe der Jahre zu einem gesuchten Sammlerstück.
1972 produzierten Louie and the Lovers mit Little Georgie Baker eine letzte Single für Epic. Doug Sahm vermittelte die Band an Jerry Wexler und Atlantic Records weiter. Unter der Produktions-Regie von Wexler und Tom Dowd wurde in den Criteria Studios in Miami ein zweites Album eingespielt, das jedoch nie veröffentlicht wurde. Die Masterbänder gingen später bei einem Brand verloren.
Bald fiel die Band auseinander, nicht zuletzt weil sich die Musiker nach ihrer Schulzeit auch persönlich in verschiedene Richtungen entwickelten. Schlagzeuger Parra war inzwischen verheiratet und nach San Diego gezogen. Louie Ortega verfolgte als einziger weiterhin eine Musikerkarriere. In den 1980er und 1990er Jahren tauchte er als Gitarrist in Doug Sahms Sir Douglas Quintet und bei den Texas Tornados wieder auf. 1990 wurde der Song Soy de San Luis der Texas Tornados, den Ortega ins Englische übersetzt hatte, mit dem Grammy in der Kategorie Best Mexican-American Performance ausgezeichnet.
Heute ist Louie Ortega im Umkreis seiner Heimatstadt San Luis Obispo in Kalifornien als Solokünstler bekannt. Im Eigenvertrieb hat er zwei CDs veröffentlicht.
2002 erschien Rise beim englischen Label Acadia/Evangeline erstmals auf CD.

## Diskografie
Singles:
- I Know You Know / Driver Go Slow (Epic 1970)
- Rise / I Don’t Want To Be Seen With You (Epic 1970)
- Little Georgie Baker / Tomorrow Just Might Change (Epic 1972)

Album:
- Rise (Epic 1970; als CD: Acadia/Evangelive 2002)
- The Complete Recordings (2009; Bear Family 2009)